# Østre Totens kommun
Østre Totens kommun (norska: Østre Toten kommune) är en kommun i Innlandet fylke i sydöstra Norge. Kommunens centralort är tätorten Lena. 
I Østre Totens kommun återfinns den medeltida Balke kyrka. Runstenen Alstadstenen från 900-talet (nu i Kulturhistorisk museum i Oslo) påträffades på gården Alstad i kommunen.

## Administrativ historik
Østre Totens kommun bildades på 1830-talet samtidigt med flertalet andra norska kommuner.
Gränsjusteringar gjordes med Vestre Totens kommun 1875 och ett område med 49 invånare överfördes till Vardals kommun 1896. 1964 slogs kommunen samman med Kolbu kommun.
2000 gjordes ytterligare en gränsjustering med Vestre Totens kommun.

## Tätorter
I Østre Totens kommun finns åtta tätorter:
- Kapp
- Kolbu
- Lena (centralort)
- Lensbygda
- Nordlia
- Skreia
- Sletta
- Starum

Orten Helgestad har tidigare räknats som en tätort men uppfyller inte längre kriterierna.

## Socknar
Inom Norska kyrkan är Østre Totens kommun indelad i fem socknar:
- Balke socken
- Hoffs socken
- Kapps socken
- Kolbu socken
- Nordliens socken

Socknarna ingår i Totens prosteri i Hamars stift.

## Bilder

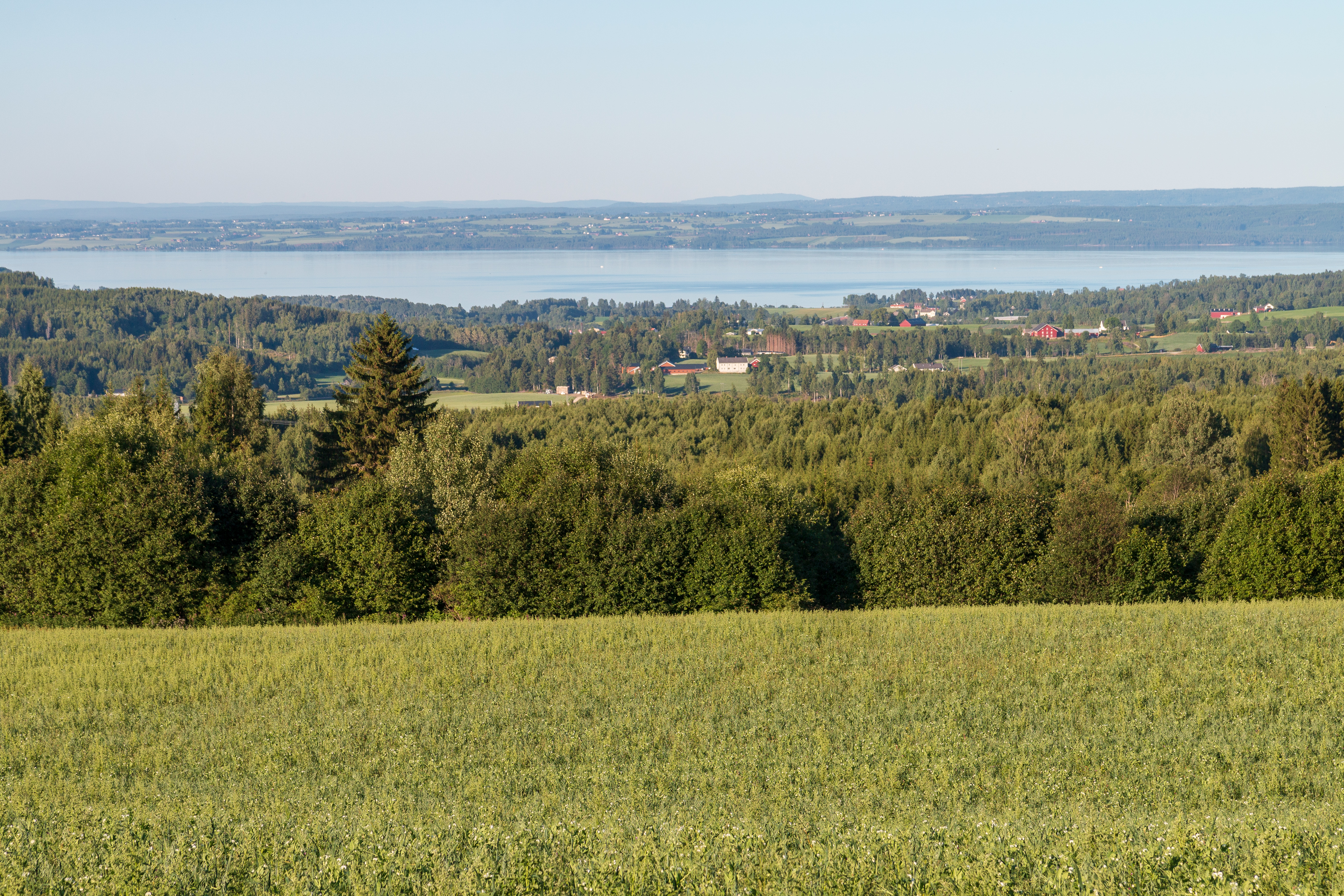
Mjøsa sedd från Øverskreien.
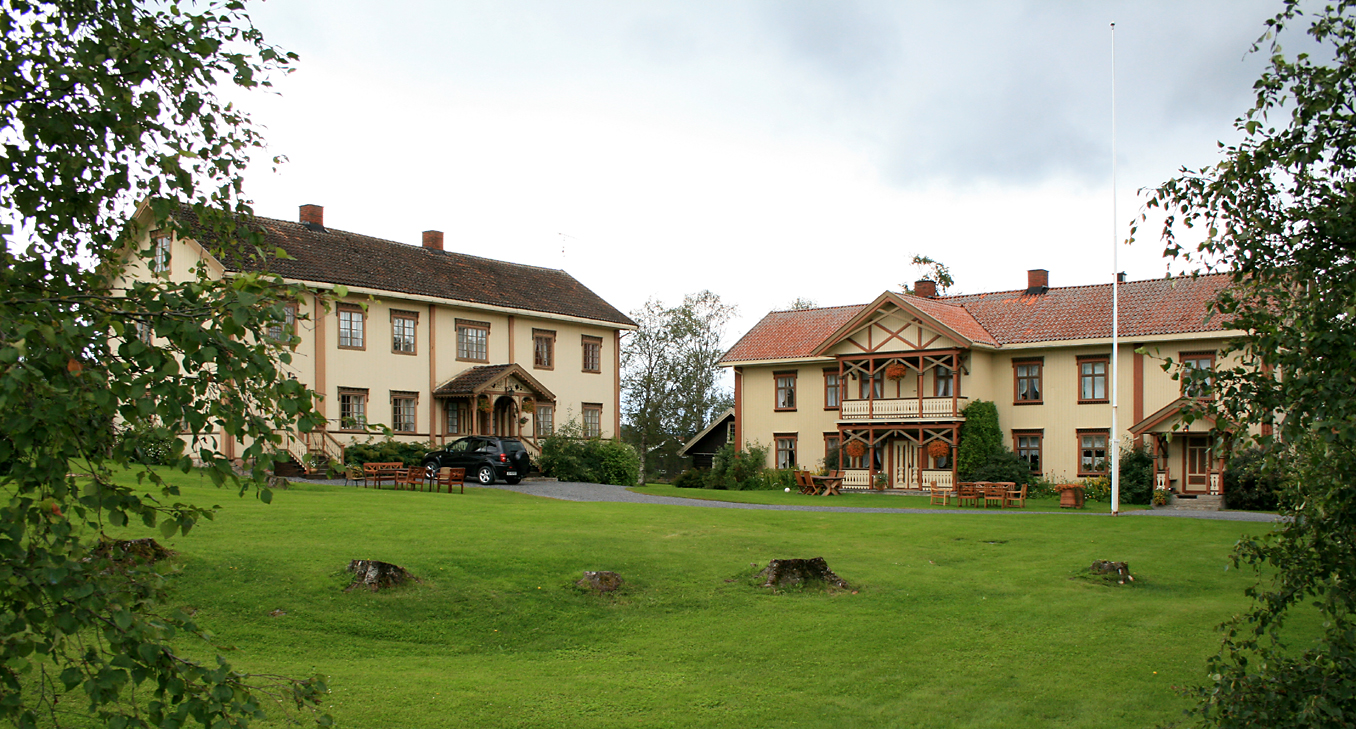
Dyste i Kolbu.